# Ямайка на літніх Олімпійських іграх 2004
Ямайка на літніх Олімпійських іграх 2004 в Афінах (Греція) була представлена 47-ма спортсменами (22 чоловіки та 25 жінок) у 27 дисциплінах 4 видів спорту, які вибороли п'ять олімпійських медалей.
Наймолодшим учасником змагань стала плавчиня Алія Аткінсон (15 років 248 дні), найстарішим — легкоатлетка Сенді Річардс (35 років 295 днів).

## Золото
1. Вероніка Кемпбелл-Браун — легка атлетика, біг на 200 метрів, жінки.
2. Елін Бейлі, Вероніка Кемпбелл-Браун, Тейна Лоуренс, Беверлі Макдональд, Шерон Сімпсон — легка атлетика, естафета 4×100 метрів, жінки.

## Срібло
1. Денні Макфален — легка атлетика, біг на 400 метрів з бар'єрами, чоловіки.

## Бронза
1. Вероніка Кемпбелл-Браун — легка атлетика, біг на 100 метрів, жінки.
2. Мішель Бергер, Надя Деві, Сенді Річардс, Ронетта Сміт, Новлін Вільямс — легка атлетика, естафета 4×400 метрів, жінки.